# Vildtype
Vildtypen er fænotypen af den typiske form af en art, som den forekommer i naturen.

## Definition
Oprindeligt blev vildtypen defineret som et resultat af udtrykket af den "normale" allel på et locus, i modsætning til fænotypen, der resulterer fra udtrykket af en unormal mutant allel. Mutant alleler kan variere i høj grad og endda mutere tilbage til vildtypen, hvis der sker en genetisk ændring inden for populationen. De fortsatte fremskridt der ses inden for teknologier til kortlægning af organismers arvemasse har skabt en bedre forståelse af, hvordan mutationer forekommer og kan interagerer med andre gener od dermed ændre fænotypen. Det er nu anerkendt, at de fleste eller alle genetiske loci findes i en række allelformer, som varierer i frekvens i hele en arts geografiske udbredelsesområde, og at der ikke findes en enkelt ensartet vildtype. Generelt er det den mest udbredte allel, dvs den med den højeste genfrekvens, der anses for at være vildtypen.

## Modelorganismer
Begrebet "vildtype" er nyttigt i nogle eksperimentelle modelorganismer, som fx bananfluen Drosophila melanogaster. Her ved man, at standardfænotyperne for træk som øjenfarve eller vingeform ændres af bestemte mutationer, der producerer karakteristiske fænotyper, såsom "hvide øjne" eller "rudimentære vinger". Vildtypealleler hos D. melanogaster angives med et "+" i hævet skrift, for eksempel w + og vg + for henholdsvis røde øjne og vinger i fuld størrelse. Mutationer i generne, der ligger bag disse træk, bidrog til den nuværende forståelse af, hvordan organismer dannes, og hvordan træk muterer inden for en population.

## Medicinsk anvendelse
Forskning, der involverer manipulation af vildtypealleler, har anvendelse på mange områder, herunder bekæmpelse af sygdomme og kommerciel fødevareproduktion. Hvordan "mutant" fænotyper kan opstå ud fra vildtypen er således grundlag for megen forskning. Gennem en bedre forståelse af denne sammenhæng er det håbet at kunne skabe metoder til forebyggelse og helbredelse af sygdomme, der endnu er uhelbredelige, såsom infektion med herpes virus. Et eksempel på denne forskning er en undersøgelse, der undersøgte sammenhængen mellem mutationer i vildtypegener og visse typer lungekræft. Der forskes også i manipulation af visse vildtypeegenskaber i vira for at udvikle nye vacciner. Denne forskning kan føre til nye måder at bekæmpe dødelige vira som Ebolavirus og HIV. Mutationer i vildtypegener udføres også for at fastslå, hvordan vira overføres mellem arter med henblik på at identificere skadelige vira som potentielt kan inficere mennesker.

## Eksterne links
- "Absence of the wild-type allele" – Pediatrics
- "Genetically-spliced bacteria may benefit agriculture" – Sarasota Herald-Tribune
- "Reading of DNA allows creation of synthetic vaccines" – Star News
- "A Curious Clue in Cats" – Newsday Arkiveret 26. oktober 2012 hos  Wayback Machine
- "A Genetically Engineered Agriculture Revolution?" – The Telegraph
- "Wild Type Learning Activity"  Arkiveret 18. januar 2018 hos  Wayback Machine
- "Wild-Type vs. Mutant"